# Politique macroéconomique
Une politique macroéconomique est une politique économique à grande échelle, apparue après le début de la mondialisation. Les politiques macroéconomiques permettent aux pays de faire converger leurs programmes économiques afin d'éviter des conflits d'intérêts pour permettre un développement commun.
Ces politiques sont essentiellement mises en place par des organisations internationales.

## Utilité pour chaque pays
L'utilité et le bénéfice de chacun dépend du climat économique de chaque pays pouvant se baser sur des approches conjoncturelles ou structurelles, de multiples cas sont présents en fonctions des politiques budgétaires ou monétaires au niveau national, l'intérêt commun est d'obtenir une synergie de la croissance, la hausse du PIB et de l'IDH.